# Jenišov
Jenišov település Csehországban, a Karlovy Vary-i járásban. Jenišov Hory, Karlovy Vary és Mírová településekkel határos. Lakosainak száma 1167 fő (2024. január 1.).

## Népesség
A település lakosságának változását az alábbi diagram mutatja:
| Lakosok száma | 628  | 895  | 1122 | 496  | 294  | 332  | 972  | 1079 | 1041 | 1167 |
|               | 1869 | 1890 | 1921 | 1950 | 1980 | 2001 | 2017 | 2019 | 2022 | 2024 |